# Macromitrium schiffneri
Macromitrium schiffneri là một loài rêu trong họ Orthotrichaceae. Loài này được Broth. mô tả khoa học đầu tiên năm 1924.